# Спас Дъмаков
Спас Лазаров Дъмаков е български революционер, терорист на Вътрешната македоно-одринска революционна организация.

## Биография
Роден е в 1877 или 1878 година в село Негован, Лъгадинско, тогава в Османската империя. В 1903 година влиза във ВМОРО. Заминава за Мехомия, където изпълнява революционни поръчения. Два дни преди избухването на Илинденско-Преображенското въстание в 1903 година е арестуван, откаран в Еди куле в Солун и осъден на 10 години затвор. През май 1904 година, при общата амнистия на политическите затворници, е освободен. В 1905 година дейци на ВМОРО научават, че гръцкият комитет в Драма е изпратил терорист да убие българския митрополит Иларион Неврокопски. Дъмаков заминава за Неврокоп и успява да убие гръцкия деец в центъра на града, преди той да направи покушение на митрополита. След убийството става нелегален и се движи с четите на Петър Милев, Димитър Георгиев Стефанов и Георги Занков. Участва в сражения при село Крушево, местността Чиликовци в Али ботуш, местността Беслен в Родопите.
На 8 март 1943 година, като жител на Неврокоп, подава молба за българска народна пенсия, която е одобрена и пенсията е отпусната от Министерския съвет на Царство България.